# Lactarius lignyotus
Lactarius lignyotus (Elias Magnus Fries, 1855), sin. Lactifluus lignyotus (Otto Kuntze, 1891), din încrengătura Basidiomycota în familia Russulaceae și de genul Lactarius, denumit în popor lăptucă neagră, este o specie de ciuperci Ciuperci comestibile. Acest burete coabitează, fiind un simbiont micoriza (formează micorize pe rădăcinile arborilor). În România, Basarabia și Bucovina de Nord crește solitar, dar și în grupuri mici, în păduri de conifere la deal și la munte aproape numai sub molizi bătrâni, cu drag printre afine, din iulie până octombrie. Buretele se dezvoltă numai foarte rar în câmpie.

## Descriere

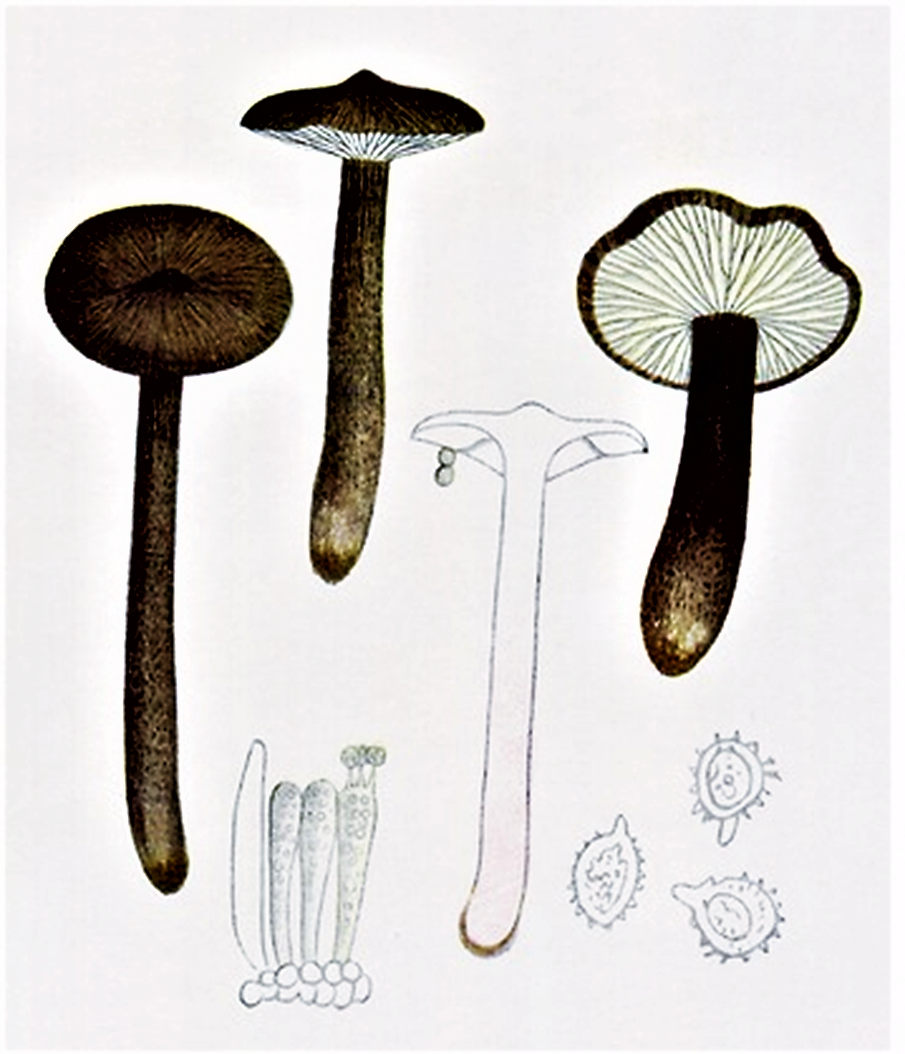
Bres.: L. lignyotus f. gracilis

- Pălăria: are un diametru de 3-8 cm, este puțin cărnoasă, la început conică, apoi din ce în ce mai plată cu un cocoș ascuțit și la deplină maturitate capătă formă de pâlnie, deseori ondulată. Marginea, inițial răsfrântă spre picior, se îndreaptă apoi, fiind striată și crestată. Cuticula este radial ridată, netedă, mată, catifelată și uscată, fiind colorată în tinerețe negru cu tonuri brune, la bătrânețe brun-negricioasă. Conține numai puțin lapte alb.
- Lamelele: sunt subțiri, dense, ceva bombate, intercalate la margine și decurente pe picior. Ele sunt de culoare albă ca creta, devenind mai târziu slab roz-ocru.
- Piciorul: are o înălțime de 5-9 cm și o lățime de 0,5-1,2 cm, este subțire, îngustat spre pălărie, mai întâi plin, odată cu maturitatea gol, catifelat și de aceiași culoare cu pălăria. Baza este ușor îngroșată chiar bontită și albicioasă.
- Carnea: este albă, cam tare și elastică, devenind după tăietură palid roză. Mirosul este plăcut și aromatic, gustul savuros.
- Laptele: este în special la exemplare mai în vârstă ușor amărui.
- Caracteristici microscopice: are spori rotunjori, reticulați, cilindrici și amiloizi (ce înseamnă colorabilitatea structurilor tisulare folosind reactivi de iod), cu o mărime de 9-10 x 9-10 microni. Pulberea lor este albuie.[2][3]
- Reacții chimice: Buretele se decolorează cu acid azotic încet roșu-maroniu, cu anilină purpuriu-violet apoi purpuriu-negricios, cu fenol roșiatic, cu sulfat de fier slab gri-verzui și cu tinctură de Guaiacum încet gri-verzui.[4]

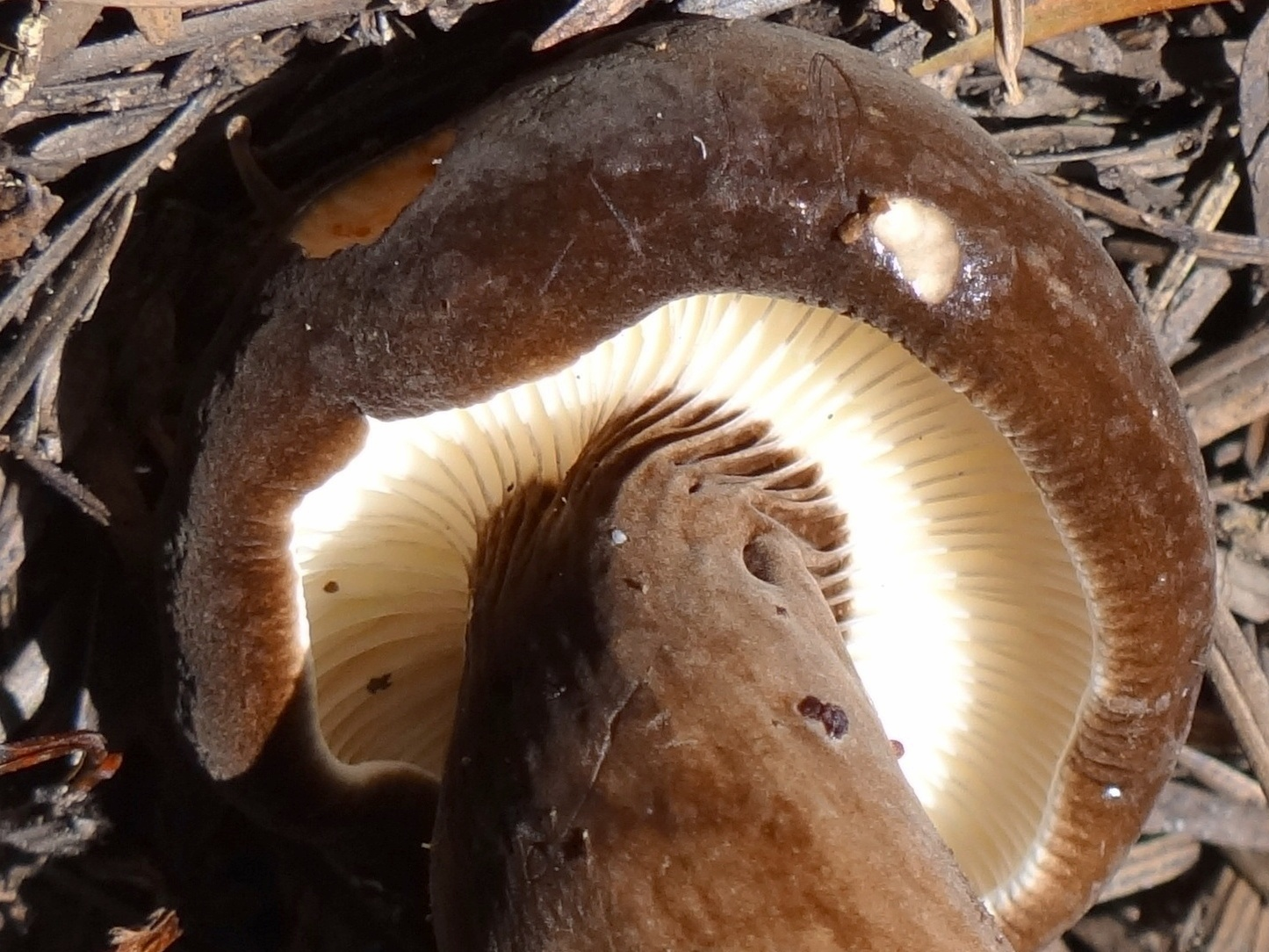
L. lignyotus, lamele la buretele tânăr
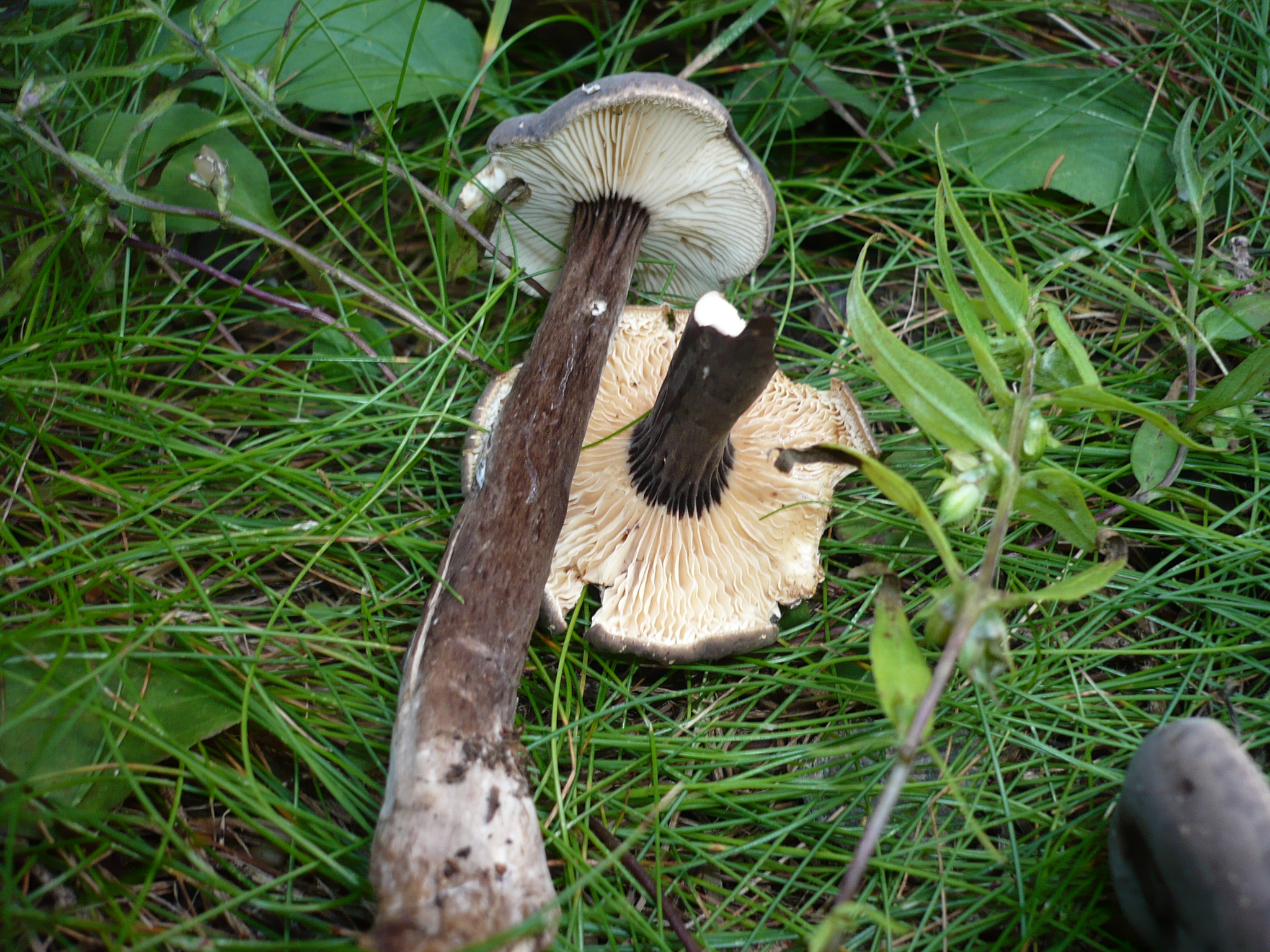
L. lignyotus, lamele la buretele matur și bătrân, picior
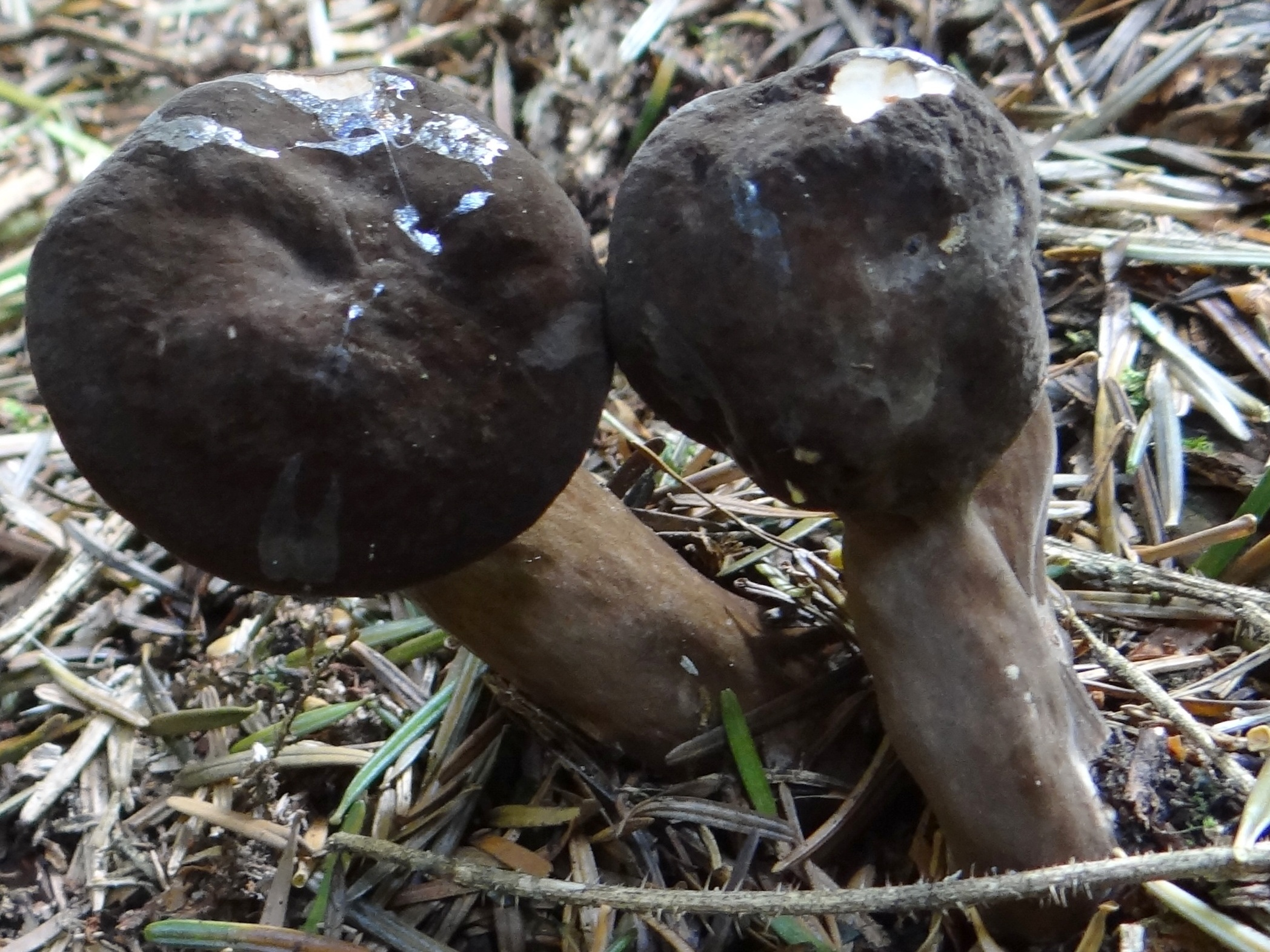
L. lignyotus tineri
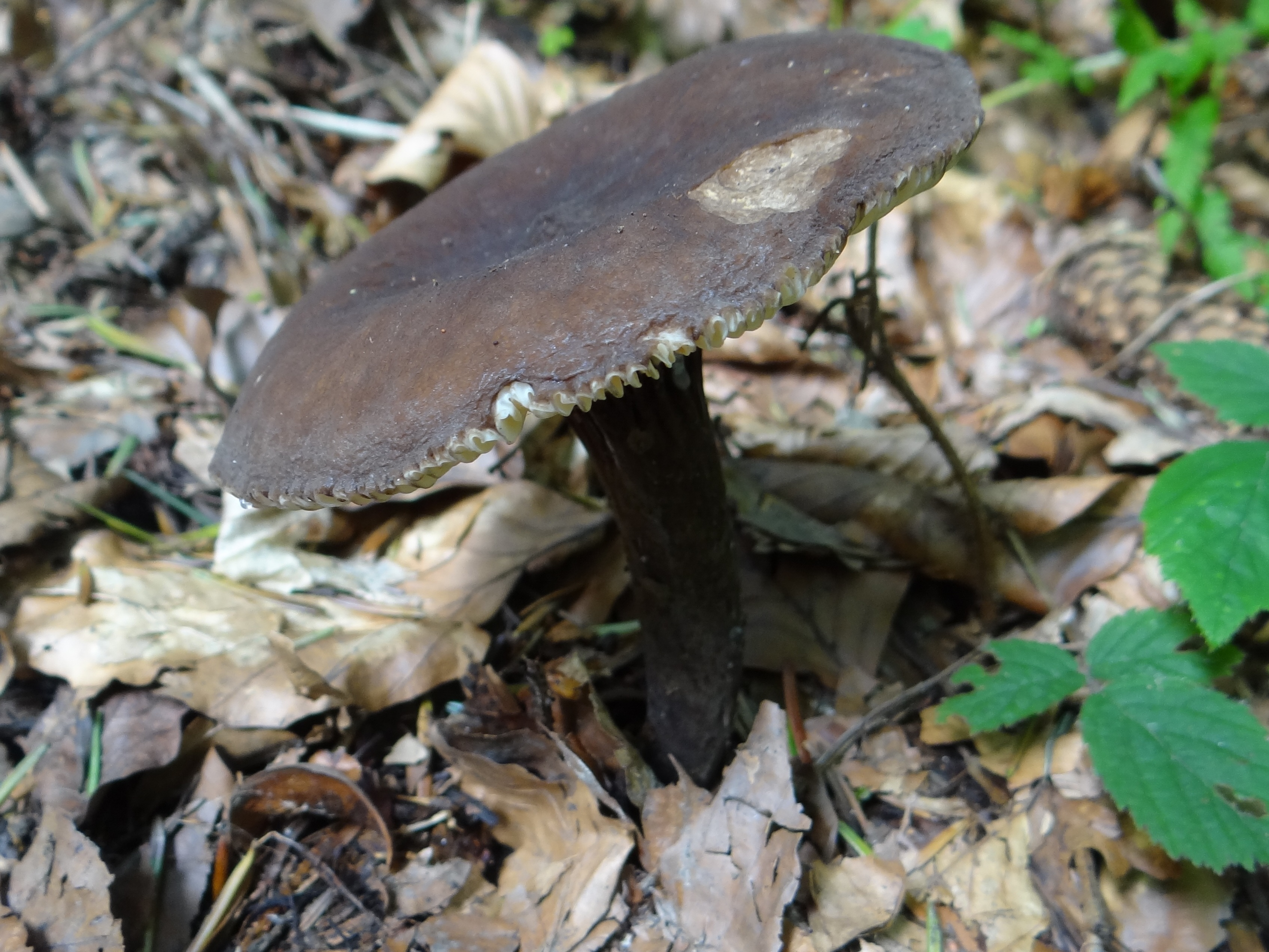
L. lignyotus bătrân

## Confuzii
Superficial văzut, lăptuca neagră poate fi confundată cu câteva alte specii, cum ar fi: Lactarius azonites (necomestibil, lapte amar, crește preponderent sub fagi, stejari) Lactarius fuliginosus (necomestibil, lapte iute, cu coloritul cuticulei mai deschis, se dezvoltă aproape numai în păduri de foioase), Lactarius hysginus (necomestibil), Lactarius oedematopus (comestibil, cuticulă negricioasă, în rest asemănător Lactarius volemus), Lactarius picinus (necomestibil, este similar, are loc în aceleași situri printre molizi vechi, dar nu prezintă cocoș, laptele buretelui arde fierbinte), Lactarius serifluus (necomestibil), Lactarius subumbonatus (necomestibil), Lactarius tithymalinus (necomestibil, miros de ploșnițe de câmp și gust foarte amar, crește numai în păduri de foioase), Leucopaxillus mirabilis sin. Tricholoma mirabile (comestibil, fără lapte, crește sub pini) sau
Melanoleuca vulgaris (comestibil, fără lapte, crește ubicuitar în păduri).

## Specii asemănătoare în imagini

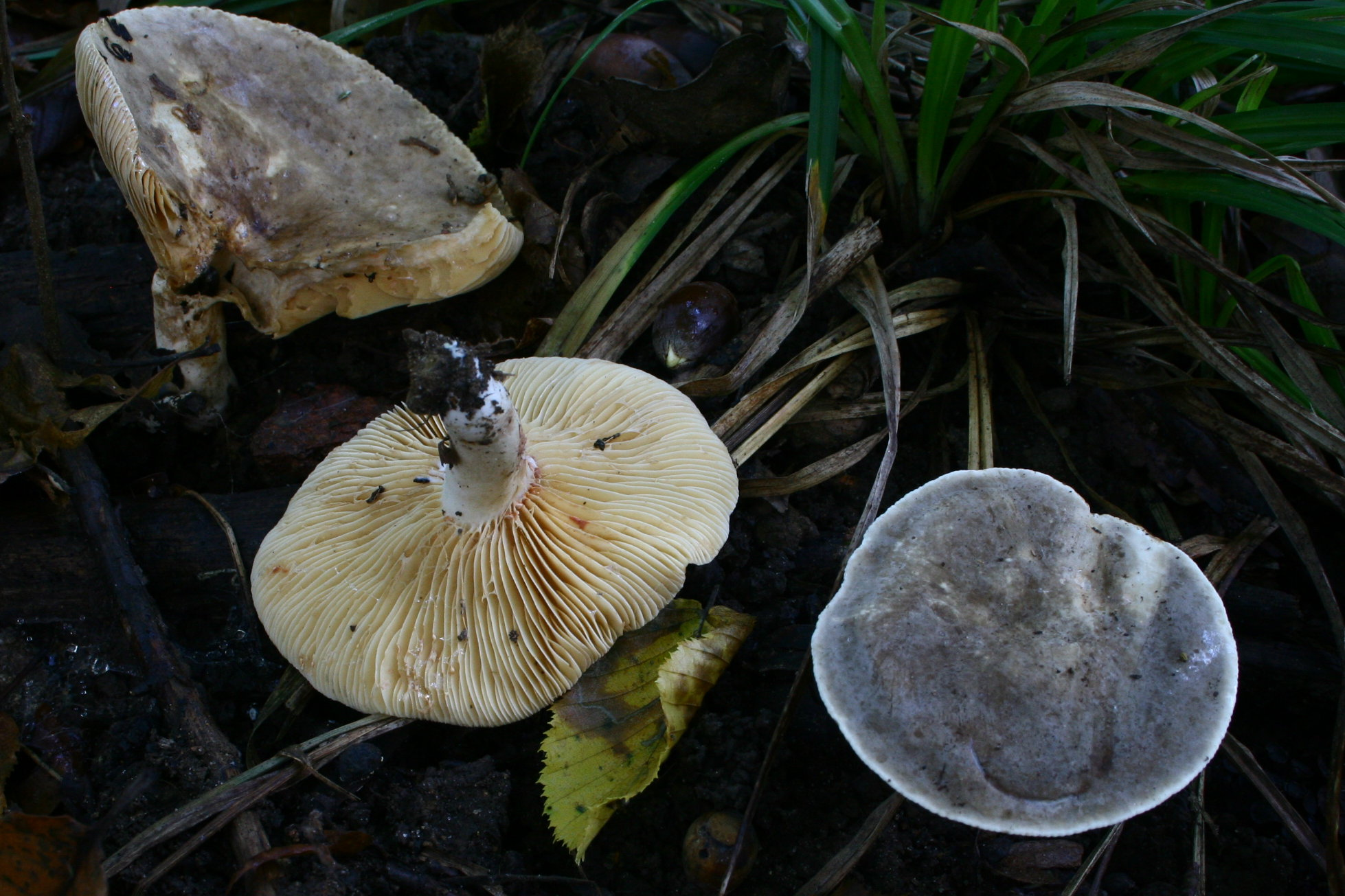
!Lactarius azonites!
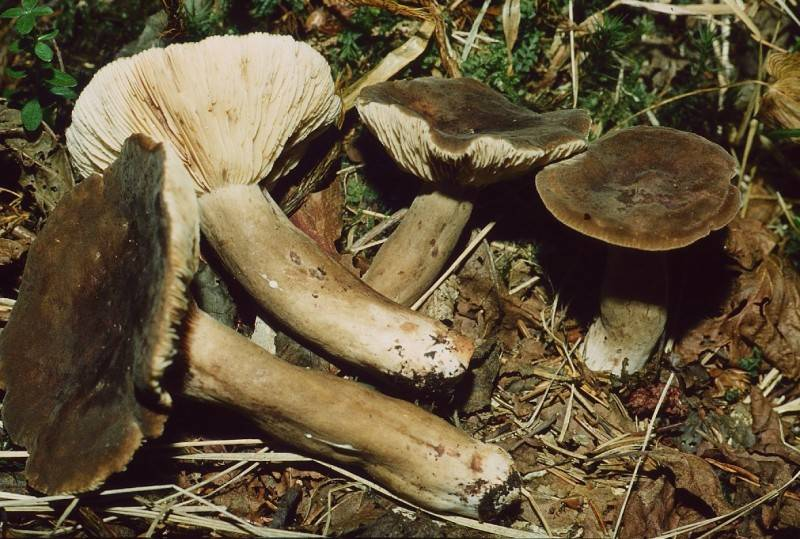
!Lactarius fuliginosus!
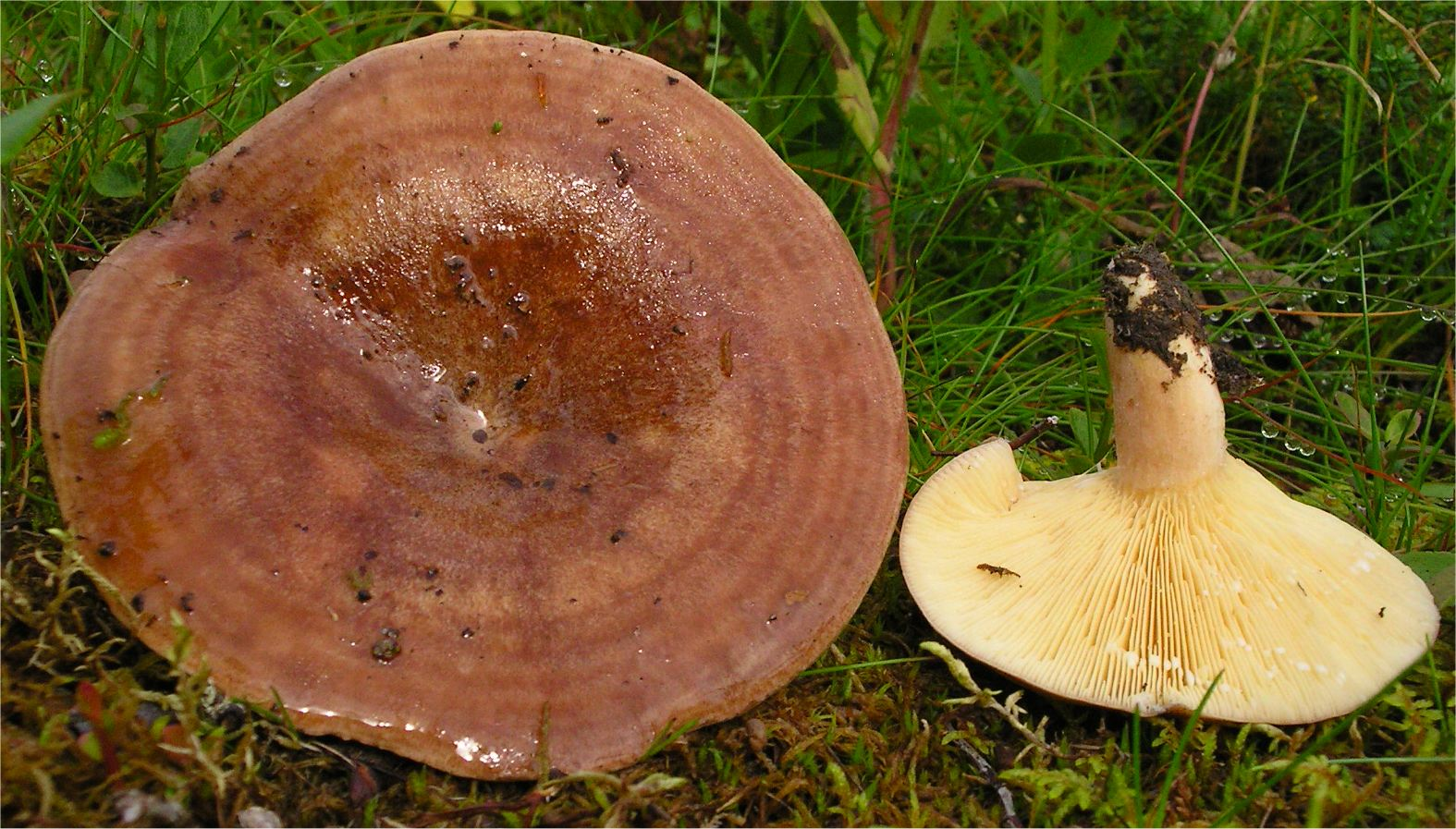
!Lactarius hysginus!
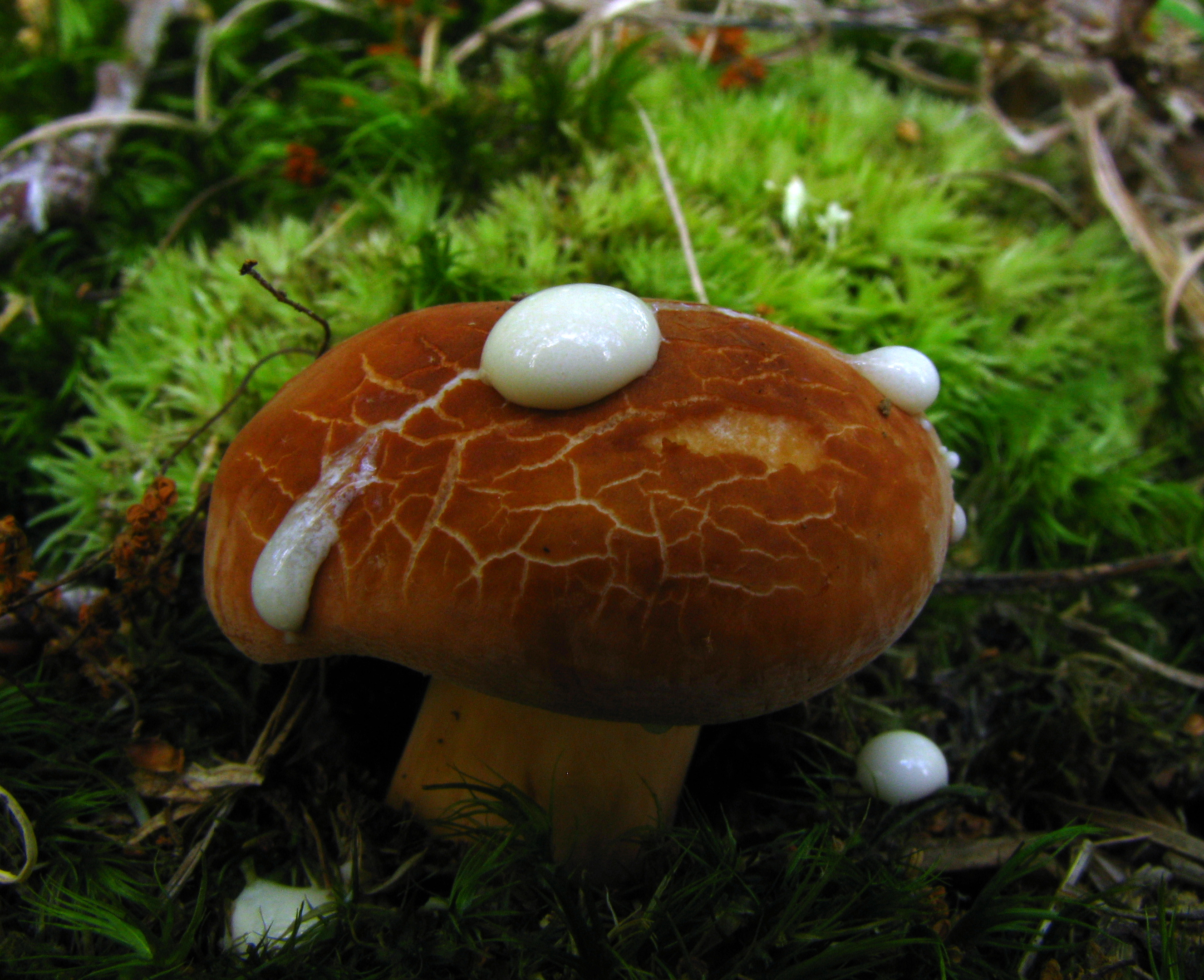
Lactarius oedematopus
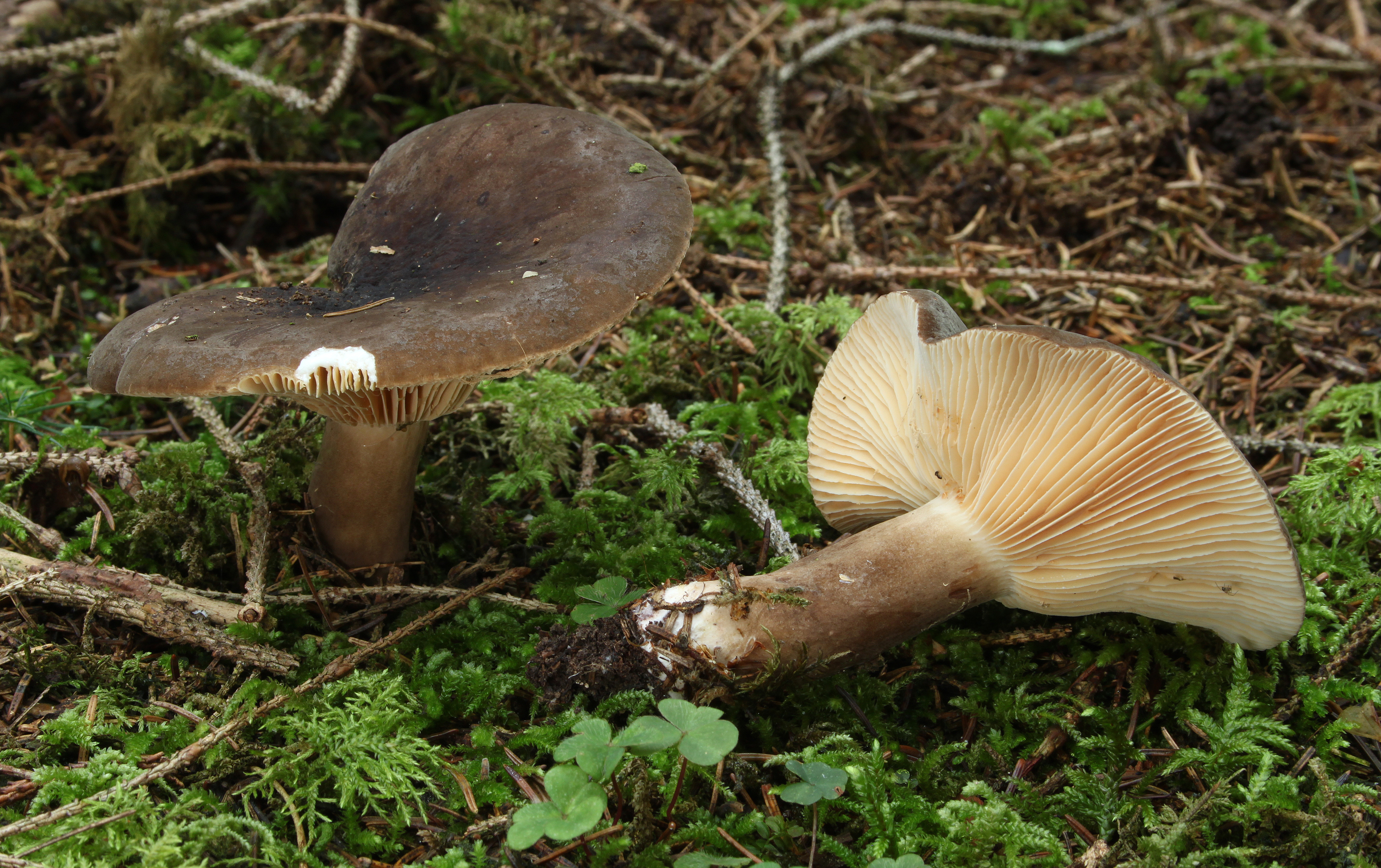
!Lactarius picinus!
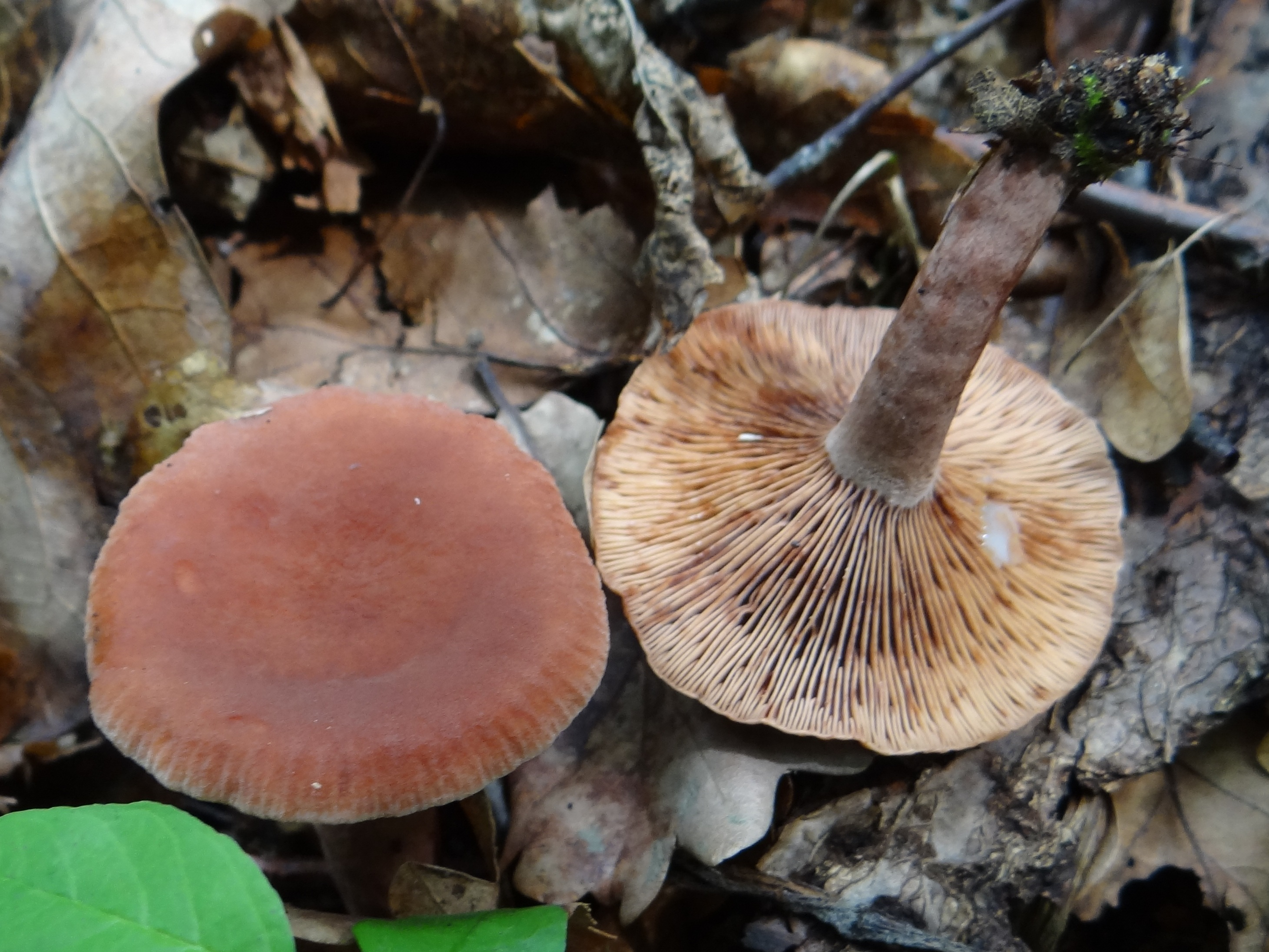
!Lactarius serifluus!
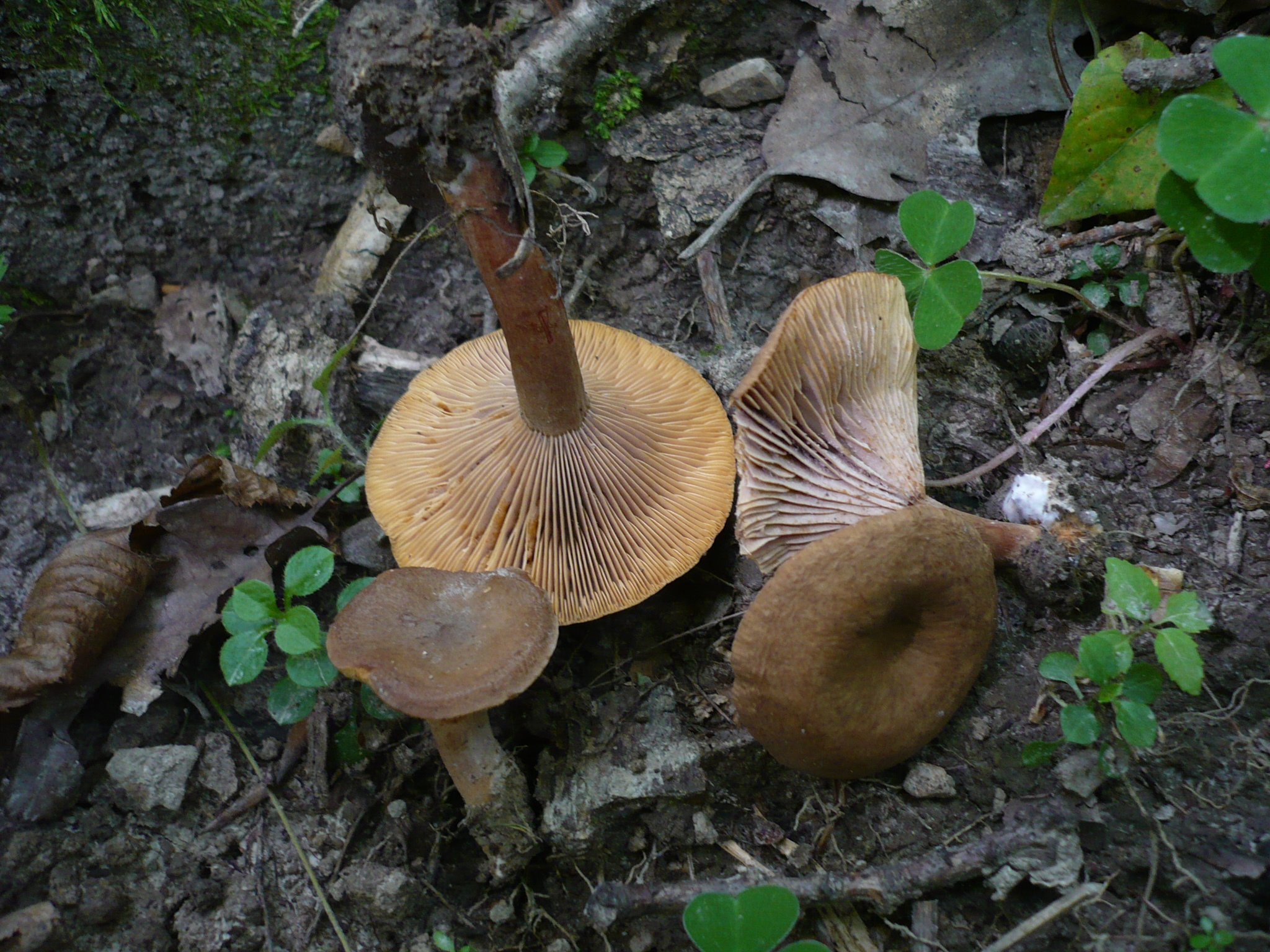
!Lactarius subumbonatus!
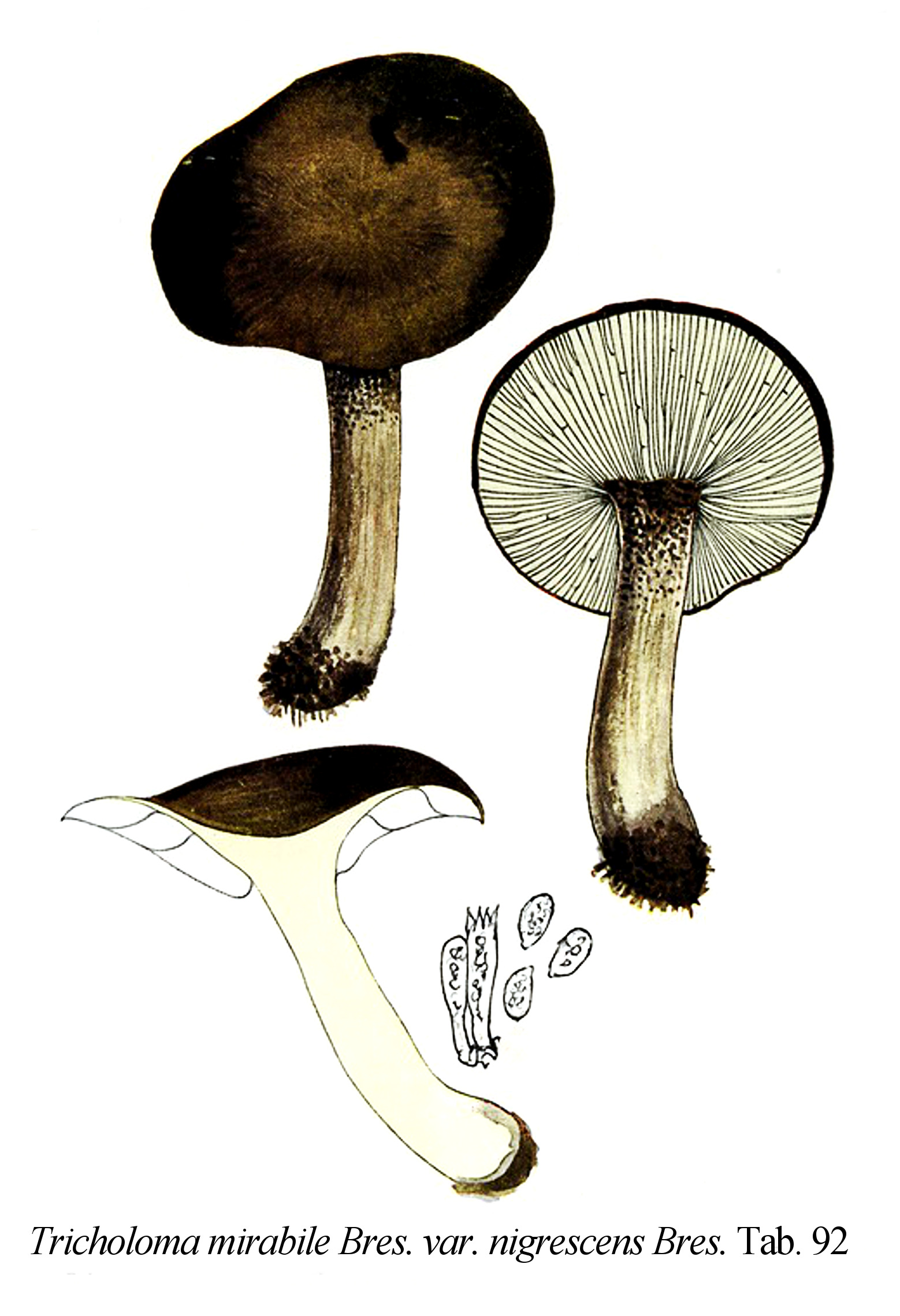
Tricholoma mirabile var. nigrescens
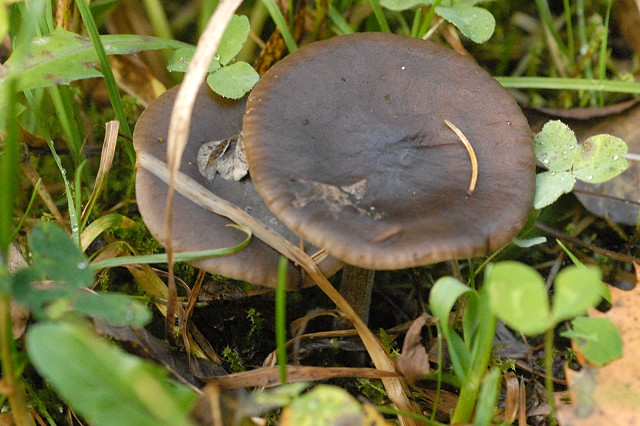
Melanoleuca vulgaris

## Valorificare
Lăptuca neagră este una dintre puținele ciuperci comestibile cu lapte alb. Ea nu se potrivește la ciulama sau sosuri, pentru că devine cleioasă în caz de ar fi gătită. Cel mai bine place friptă în tigaie în unt sau la grătar, cu sare, piper, pătrunjel chimen și mujdei, servind-o cu garnitură de smântână, lămâie și pâine albă, dar și preparată ca chiftea. Atunci ciuperca este foarte savuroasă. Ea poate fi mâncată și crudă, astfel adăugată de exemplu unei salate.
Această ciupercă distinctivă și frumoasă este din bună dreptate pe Lista Roșie, în multe țări, mai ales în landurile germane (dar încă nu în România), deoarece partenerul său micoriza, molidul vechi, devine mereu mai rar din cauza tăierii din ce în ce mai timpurie a arborilor datorit silviculturii moderne. Astfel buretele își pierde pur și simplu mijloacele de existență. El ar trebui să fie cruțat și cules foarte rezervat, respectiv numai în regiuni unde apare frecvent și în cantități respectabile.